# Bothropolys lutulentus
Bothropolys lutulentus är en mångfotingart som beskrevs av Karl Wilhelm Verhoeff 1930. Bothropolys lutulentus ingår i släktet Bothropolys och familjen stenkrypare.
Artens utbredningsområde är Uzbekistan. Inga underarter finns listade i Catalogue of Life.